# 姆西達
姆西達，是馬耳他的市镇，位於馬爾他島東北部，受地中海氣候影響。市镇面積为1.7平方公里，2019年人口数量为13,713人。馬耳他大學校舍設於該鎮，

## 外部連結
- 官方网站  （马耳他文） （英文）